# Cartujo (gato)
El cartujo, también llamado gato chartreux, es una raza de gato caracterizada por el color cobrizo o naranja de sus ojos y por su piel azul. Sus rasgos faciales se asemejan a una sonrisa. El desarrollo de los cartujos es lento: necesitan más de un año para madurar.
Es originario de Turquía y de Irán, y fue llevado a Francia durante las Cruzadas. En la década de 1930, las hermanas Léger desarrollaron y mejoraron la raza. La raza fue reconocida en 1939. Durante el siglo XX, los cartujos se encontraban en el borde de la extinción después de la Segunda Guerra Mundial, pero el desarrollo de criterios de selección muy precisos en la década de 1980 condujo a la recuperación de la raza inicial. Popular en Francia, el cartujo fue descrito en un poema de Joachim du Bellay. A partir de entonces, muchas personas comenzaron a obtener gatos cartujos, entre ellos Colette y Charles de Gaulle.

## Historia
El cartujo es una de las más antiguas razas de gatos. Procede de los territorios fronterizos de Turquía e Irán, su característico pelaje lanoso es muy apropiado para los climas fríos. En la época de las Cruzadas, los cartujos llegaron a Europa en los buques que comerciaban entre oriente y occidente.

### Origen del nombre
La primera mención documentada es de 1723, del Diccionario Universal de Comercio, Historia Natural y de Artes y Oficios de Bruslons Jacques Savary.
La etimología más probable, según Jean Simonnet, es que en Francia se le llamara chartreux en el siglo XVIII por la similitud de su pelaje con ciertos paños de lana españoles a los que llamaban también cartujos. 
Una teoría menos verosímil sostiene que su nombre procede de que vivían en las cartujas y cazaban ratas durante las pestes. Como es un gato poco maullador, se le atribuía, como a los monjes, voto de silencio. 

### Desarrollo de la raza
En el siglo XX, los cartujos se hicieron comunes en Ile-de-France, Normandía y en la isla de Belle-Ile-en-Mer, en la costa de Bretaña. En la década de 1930, las hermanas Leger crearon una colonia de cartujos en su isla y los cuidaron para garantizar su supervivencia. La mayoría de los cartujos de hoy son originarios del criadero de las hermanas Leger. También fue el momento en que los estándares de la raza se establecieron, el primero en 1939 específicamente. Sus esfuerzos dieron sus frutos en 1933 en una exposición en el Cat Club de París, donde su gato "lindo guerveur" se convirtió en campeón internacional y fue nombrado "el gato más estético de la exposición". 
La Segunda Guerra Mundial afectó en gran medida a la población de los cartujos. A finales de 1960, la raza cartujo es también una víctima de la cruce permitida con el shorthair británico, dos razas totalmente diferentes. Los cruces son tales que FIFE fusiona las dos normas en 1970 y considera las dos razas como una sola. La raza se salvó en 1977 mediante la promulgación de una nueva norma que se esbozaban las características de los cartujos. En 1987, la raza es reconocida por el Comité de Libertad Sindical y TICA. Los gatos de otras asociaciones importantes siguieron el ejemplo poco después. Estos cruces entre diferentes razas estaban prohibidos y el cartujo ya no podía reproducirse entre sí. La raza está presente en muchos países representados en la exposición, donde se considera típicamente francés. Un primer par de cartujos se exporta a los Estados Unidos en 1972 por Helen Gamon de California. Estos primeros cartujos americanos son los antepasados de la mayoría de los gatos Chartreux nacidos en los Estados Unidos. En Quebec, la contribución de los cartujos franceses y americanos permite una gran diversidad en las líneas de sangre.

### Popularidad
En Francian, los cartujos fueron muy populares. Es el cuarto gato, con 5740 ejemplares registrados en LOOF. 
En Inglaterra y los Estados Unidos son mucho menos frecuentes. Según el Comité de Libertad Sindical en 2007, se colocó en el puesto 26.

## Estándar
| Federaciones | Cabeza | Oídos | Ojos | Cuerpo | Color de Piel |
| LOOF         | 20     | 10    | 10   | 30     | 30            |

### Cuerpo
El cartujo tiene un dimorfismo sexual bastante pronunciado. El macho es de tamaño medio a grande, con un amplio pecho. El cuerpo del cartujo de un adulto es musculoso y robusto de proporciones medianas, siendo flexible y muy ágil. Fuerte, grueso y corto, cuello muscular (esto es especialmente cierto para el macho que, en la edad adulta, ya casi no tiene cuello). Los hombros son anchos, tiene el pecho profundo y hacia atrás. Las piernas tienen huesos y músculos fuertes, pero parecen delgadas en comparación con el resto del cuerpo. Los pies son redondos y almohadillas son color azul-gris. La hembra es más pequeña, más estrecha en el pecho y menos redonda, pero debería seguir siendo robusta, aunque las proporciones siguen siendo las mismas para ambos sexos. El macho puede llegar a pesar siete libras y media mientras que la hembra pesa entre cuatro y cinco libras. En general, las piernas y la cola son de tamaño medio.

### Cabeza

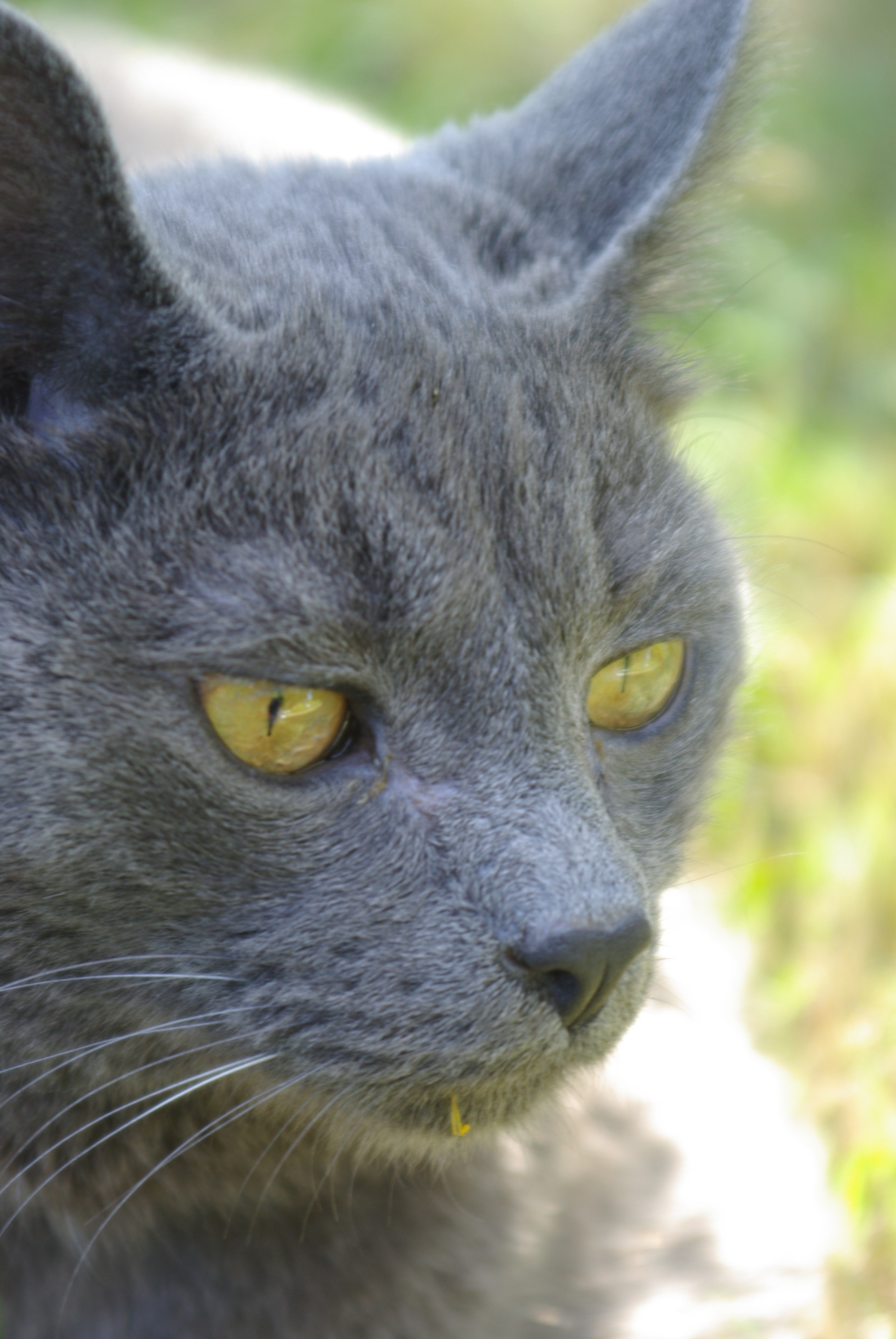
La cabeza redonda del cartujo está marcada por sus grandes ojos dorados.

Visto de frente, su cabeza tiene forma de trapecio invertido con bordes redondeados, especialmente en machos. El perfil es ligeramente cóncavo, con una frente alta y plana. La nariz recta y ancha puede tener una parada muy ligera, aunque su ausencia es preferible. La nariz es color gris pizarra. La mandíbula es potente y tiene mejillas regordetas, especialmente en varones de más de dos años. La forma de la cara da una característica sonrisa, su apodo es "la sonrisa del gato de Francia". El mentón es firme. Las orejas son de tamaño mediano, en lo alto de la cabeza, están cerca de la base y ligeramente redondeados. Los ojos son redondos, grandes y expresivos, aunque un poco inclinados para el extremo exterior. El color puede variar de oro a naranja. Entre los defectos a penalizar en un concurso felino, hay una parada demasiado pronunciada o la nariz chata, un hocico largo y pesado, los ojos de almendras. Estos defectos no quitan el título de gato Chartreux, pero bajan su valor. El defecto que puede retirar el título es que tenga los ojos completamente verdes, o la presencia de un círculo verde en el color de los ojos.

### Color del pelaje
El único color aceptable es el color azul en todos los tonos de azul-gris a gris-azul y debe ser uniforme desde la punta del pelo hasta las raíces. Ya sea oscuro o pálido, el color de su pelaje debe ser completamente uniforme, aunque las marcas atigradas están presentes durante los primeros años de su vida. El manto es de color azul-gris.  El manto es brillante, denso como el de una nutria.

## Razas similares

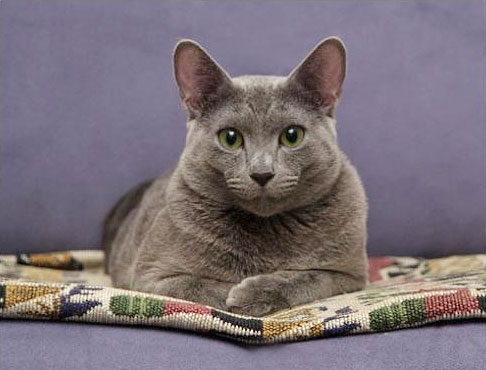
El gato azul ruso posee características similares a las de un cartujo, pero se diferencian por el color de los ojos.

El cartujo puede es similar a otras razas azules, como el korat y el azul ruso.
El azul ruso tiene muchas similitudes con el cartujo, pero el carácter contradictorio de las diferentes denominaciones de la raza, inició la controversia acerca de su origen. Según muchos expertos, el azul Ruso comparte el mismo origen que el chartreux. Este gato nunca se ha establecido en Francia, probablemente debido a la competencia con el cartujo y con el shorthair británico azul.

## Carácter
Tiene carácter calmado, tanto que se se dice que hicieron voto de silencio mientras vivían con los monjes. No maúlla con gran potencia. Son reservados con los desconocidos y son hogareños. Como es un gato de clima frío, el cartujo prefiere los rincones frescos de la casa.

## Crecimiento

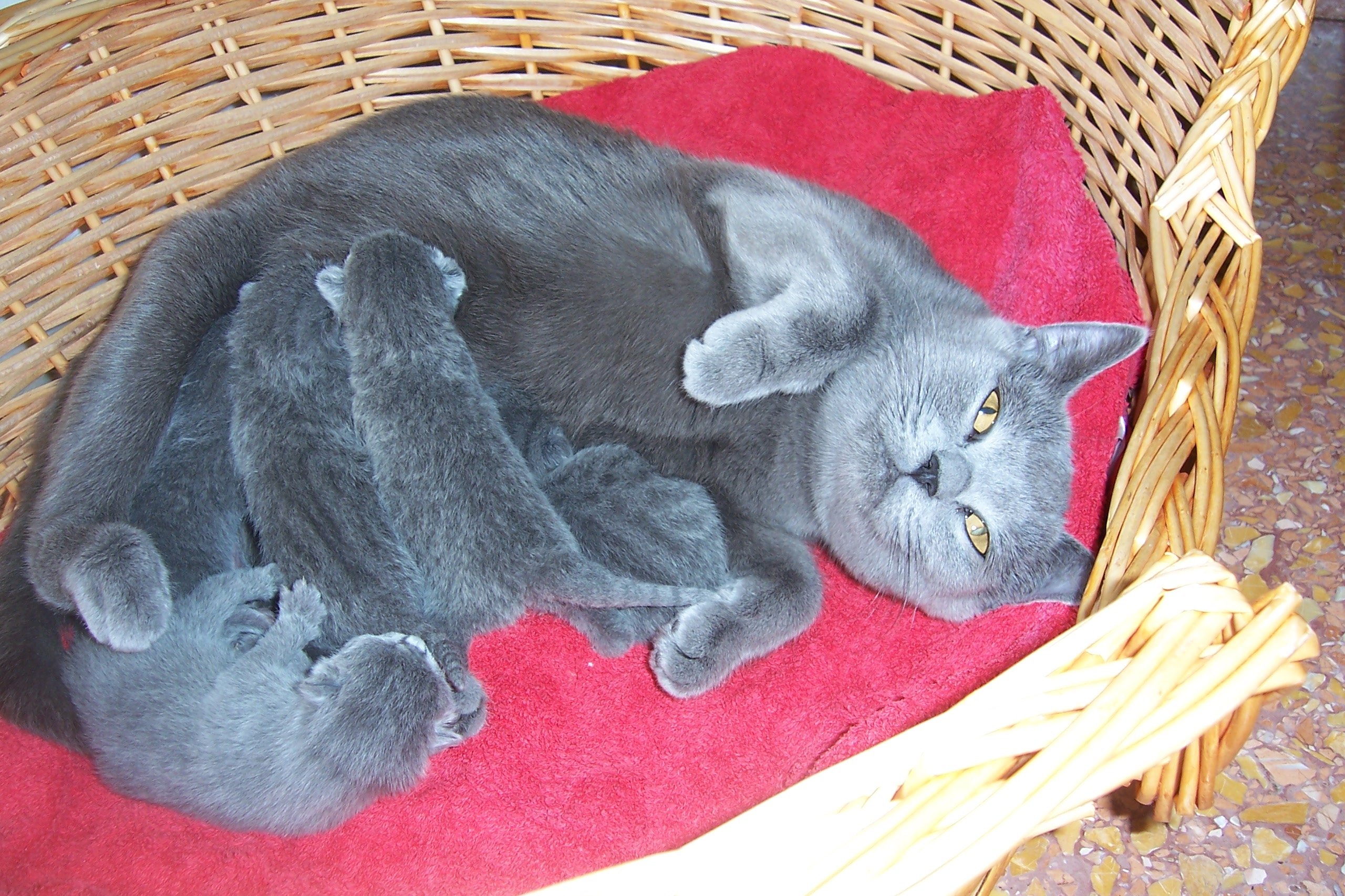
Los cartujos pequeños nacen con marcas atigradas.

Con frecuencia, los pequeños nacen con marcas atigradas, que están destinadas a desaparecer poco a poco dentro de los seis a doce meses. Nace con ojos de color azul-gris, el color naranja se establece tres meses después. La intensidad de color de los ojos se atenúa de forma natural. El desarrollo de esta raza es lento: la finalización de la musculatura de las mejillas y del "abrigo de lana" toma entre dos a tres años.

## Cuidados
Se requiere poco acicalamiento, solo cepilladas regulares. Come mucho así que se recomienda una dieta balanceada y vitaminas. Los machos casi nunca marcan, son muy limpios y por lo general no agresivos. como con todos los gatos domésticos, las uñas no deben cortarse, en lugar de ello se recomienda mantener un rascador cerca de sus lugares habituales.

## Reproducción
Tienen un promedio de dos gatitos por camada. Los cachorros son gordos, resistentes y tardan en destetarse; muy juguetones, son grandes saltadores.